# Lissochlora pasama
Lissochlora pasama là một loài bướm đêm trong họ Geometridae.